# پائولو سزار آرودا پارانتی
پائولو سزار آرودا پارانتی (به پرتغالی: Paulo César Arruda Parente) مدافع اهل برزیل است که در شهر اوزاسکو و در تاریخ ۲۶ اوت ۱۹۷۸ به دنیا آمده‌است.
پائولو سزار آرودا پارانتی در تیم‌های فوتبال Nacional (SP)، فلامینگو، Fluminense FC، EC Vitória، Botafogo FR، واسکو دوگاما، Fluminense FC، پاری سن ژرمن، سانتوس، تولوز، Fluminense FC، Barueri، São Caetano، Villa Nova، Audax São Paulo سابقهٔ حضور دارد.